# Stisseria multiflora
Stisseria multiflora là một loài thực vật có hoa trong họ La bố ma. Loài này được (DC.) Kuntze miêu tả khoa học đầu tiên năm 1891.